# Anzó (Pontevedra)
Anzó (oficialmente San Xoán de Anzo) es una parroquia española del municipio de Lalín, perteneciente a la provincia de Pontevedra, en la comunidad autónoma de Galicia.

## Historia
Hacia mediados del siglo XIX, el lugar, ya por entonces perteneciente a Lalín, tenía contabilizada una población de 160 habitantes. Aparece descrito en el segundo volumen del Diccionario geográfico-estadístico-histórico de España y sus posesiones de Ultramar de Pascual Madoz con las siguientes palabras:

ANZO (San Juan de): felig. en la prov. de Pontevedra (11 leg.), dióc. de Lugo (10), part. jud. y ayunt. de Lalin (1): sit. á la márg. izq. del r. Deva, sobre la ladera occidental del Carrio, donde la baten todos los vientos: su atmósfera despejada, y clima bastante saludable: tiene 32 casas de mediana construccion, repartidas en las ald. que la componen, que son Barrio, Cruceiro, Iglesia, Nogueiras, Outeiro, Reibó y Sisto: la igl. parr. (San Juan) es anejo de Sta. María de Noceda: su térm. confina por N. con el de San Facundo de Busto, por E. con el de San Adrian de Madriñan, por S. con el de la matriz, y por O. con Sta. Eulalia de Lozon, estendiéndose á menos de 1/4 de leg. de uno á otro punto. El terreno es áspero y escabroso; brotan en él diversas fuentes de buenas aguas, y abraza sobre 1,400 ferrados, de los que unos 600 permanecen de monte, donde se crían escelentes pastos para toda clase de ganados, destinándose los restantes á labores de distintos géneros: los caminos son veredas vecinales: el correo se recibe en Lalin: prod.: centeno, maiz, lino, mijo menudo, panizo, patatas, nabos, hortaliza y frutas: cria mucho ganado vacuno, de cerda, lanar y cabrío: comercio: el de esportacion de ganados para otras prov.: pobl.: 32 vec., 160 alm.: contr.: con su ayunt. (V).
(Madoz, 1845, p. 348)

En 2022, tenía empadronados 137 habitantes.